# Ctenoides lischkei
Ctenoides lischkei is een tweekleppigensoort uit de familie van de Limidae. De wetenschappelijke naam van de soort is voor het eerst geldig gepubliceerd in 1930 door Lamy.